# بادينغتون
بادينغتون حي يقع في غرب وسط لندن.
من أهم المعالم في الحي: محطة بادينغتون ومستشفى سانت ماري.

## معرض صور

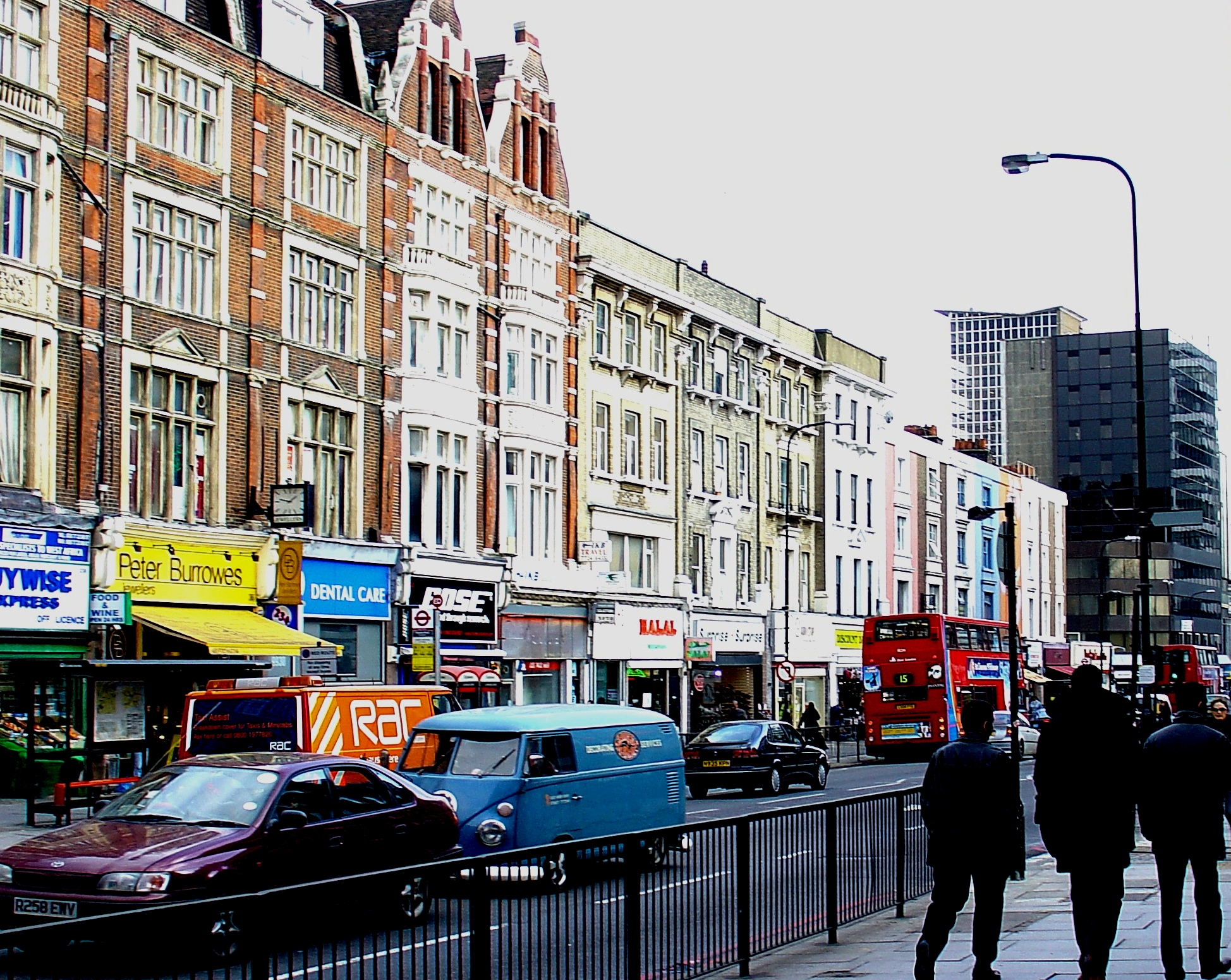
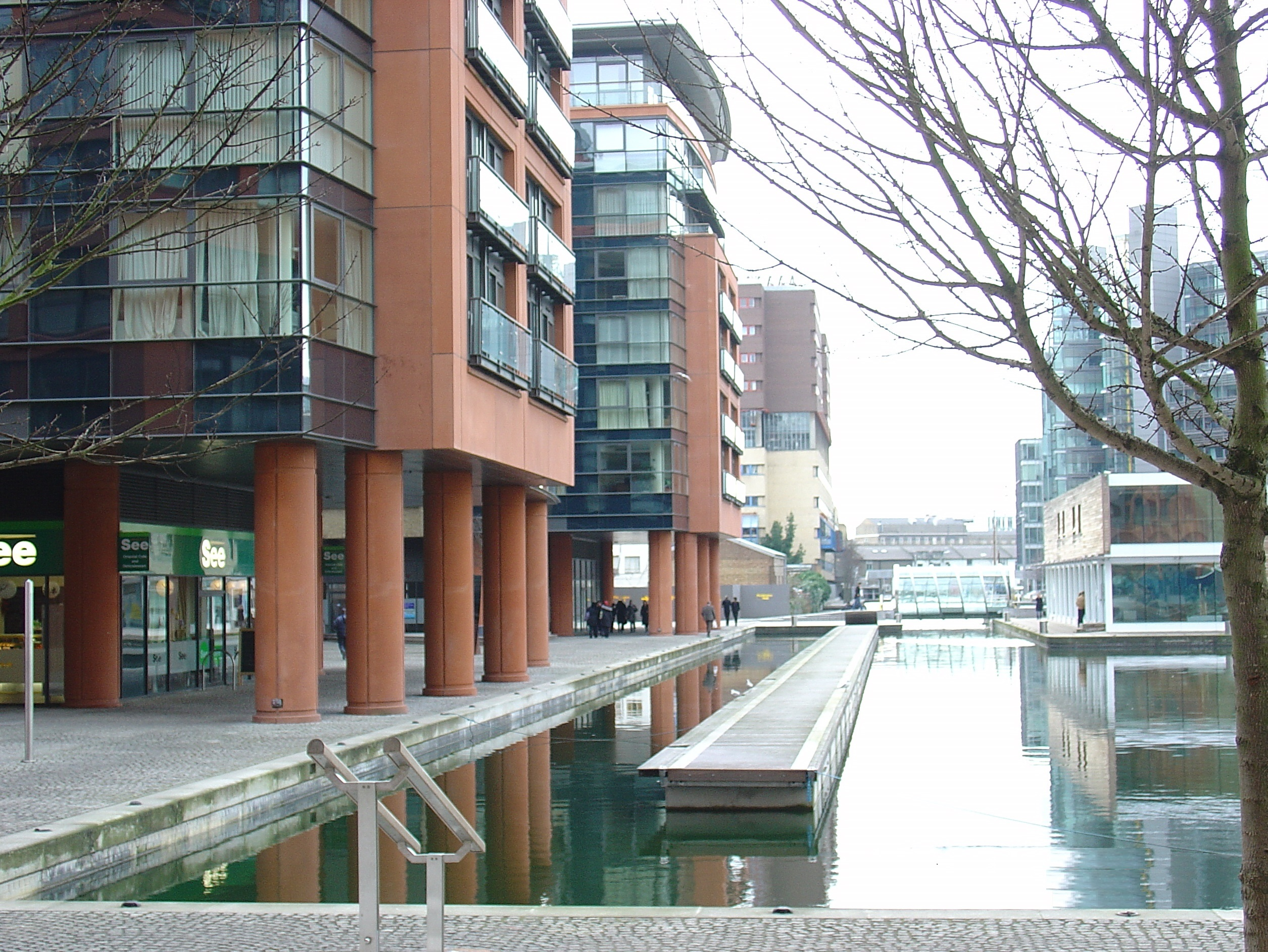
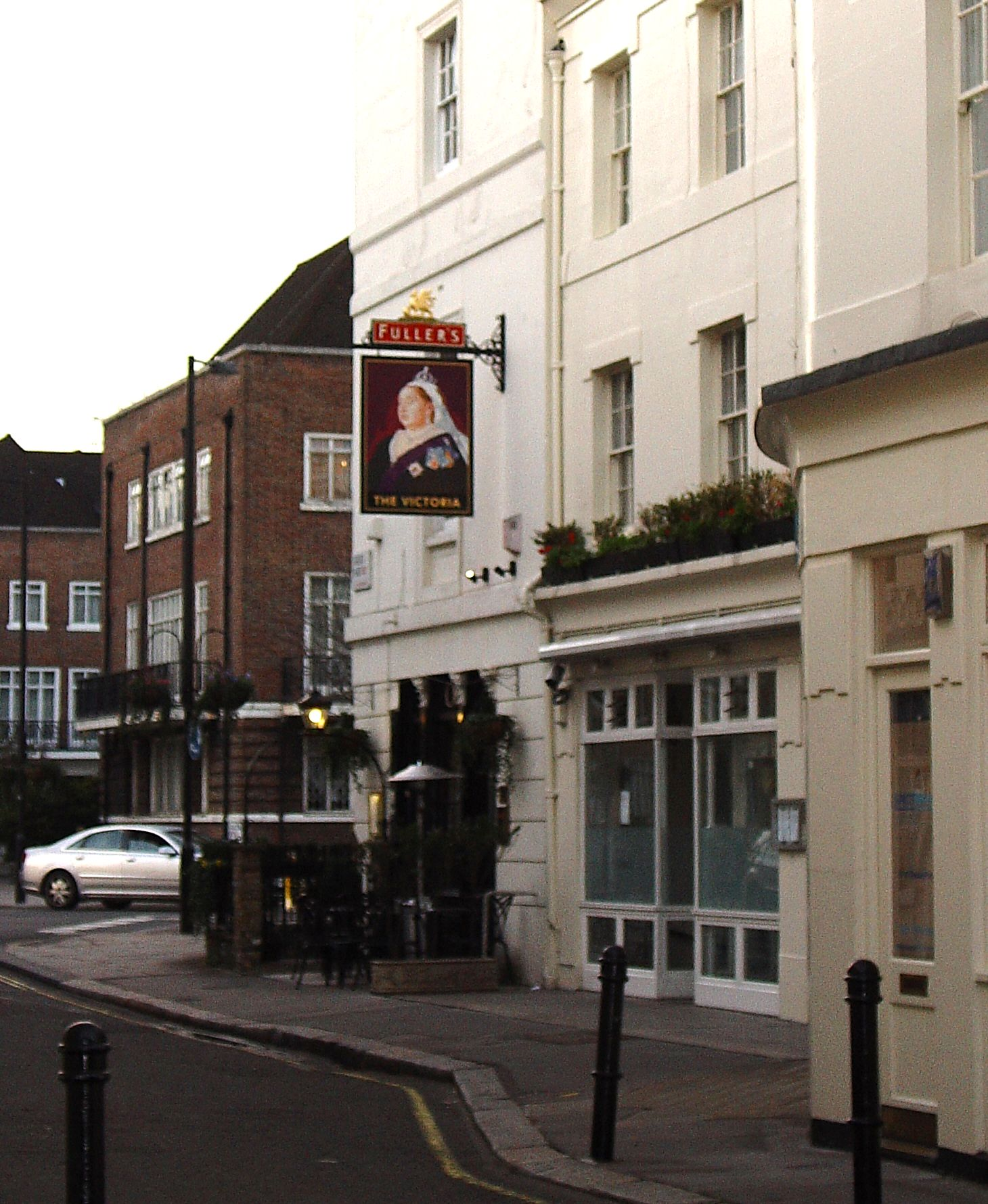
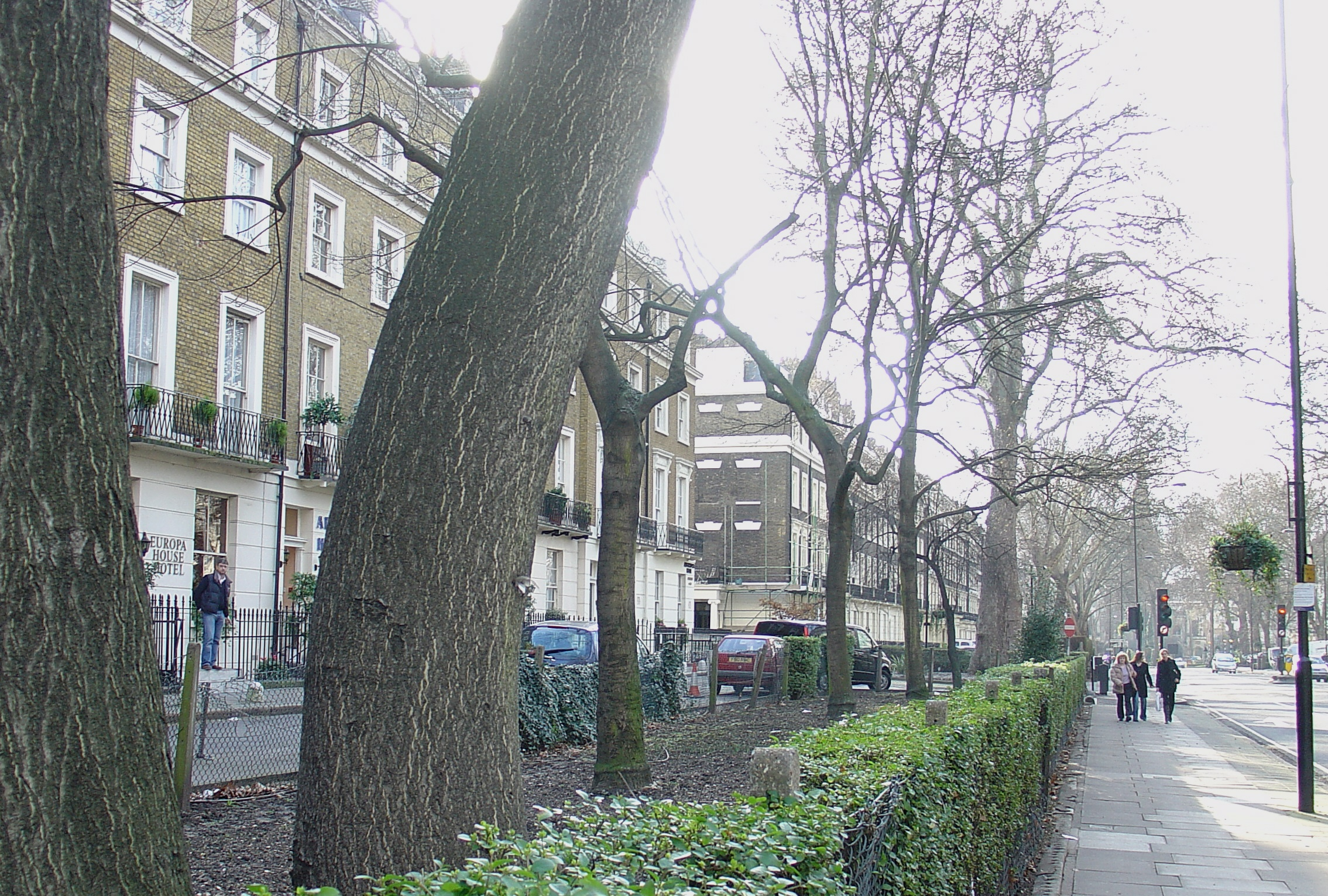

## أعلام
- ويليام سيمونز
- روبرت بوكانان
- باول بروكس
- برسيفال دافسون
- كريس فانس
- أغنيس بادن باول
- آرثر مود
- إيما تومسون
- رونا ميترا
- سيل